# Olimpiadi della fisica
Le Olimpiadi della fisica sono una competizione annuale di fisica, organizzata in Italia dall'Associazione per l'Insegnamento della Fisica, per incarico del Ministero dell'Istruzione, dell'Università e della Ricerca Scientifica, per gli studenti delle scuole superiori, dell'età massima di 20 anni, dal 1987. L'Associazione per l'Insegnamento della Fisica, per incarico del Ministero dell'Istruzione, dell'Università e della Ricerca Scientifica, organizza ogni anno le varie fasi preparatorie, valendosi di una propria commissione e coinvolgendo centinaia di docenti delle scuole italiane. La competizione si svolge in tre fasi distinte. La prima si svolge nel mese di dicembre nelle scuole che vi partecipano su base volontaria e coinvolgono circa 50 000 studenti che provengono da oltre 850 istituti di scuola secondaria. La fase locale si svolge nel mese di febbraio in 54 poli dislocati su tutto il territorio nazionale. La fase finale si tiene generalmente a Senigallia nel mese di aprile. Tra i vincitori delle Olimpiadi della fisica vengono selezionati gli studenti che partecipano a un'ulteriore selezione che si svolge nel mese di maggio per la definizione della squadra italiana che partecipa alla competizione di livello superiore definita IPhO Olimpiadi internazionali della fisica.
Dal 2023, inoltre, una competizione a squadre affianca quella individuale. Le scuole che partecipano alle Olimpiadi della fisica possono iscrivere una o più squadre a tale gara, durante la quale gli studenti collaborano per risolvere problemi di fisica che vengono corretti in tempo reale.
Le Olimpiadi della fisica sono una competizione annuale basata sulla capacità di risolvere problemi di fisica sia teorici sia sperimentali. La partecipazione a questa competizione mira a motivare e promuovere l'eccellenza nello studio della fisica fra gli studenti a livello pre-universitario. Essa inoltre costituisce un'occasione  di confronto a livello nazionale ed internazionale e di costruttivo incontro fra giovani che hanno comuni interessi culturali.
L'iscrizione necessaria per partecipare alle Olimpiadi della fisica avviene nel mese di ottobre di ogni anno.

## Una gara a più livelli
La competizione è articolata su tre livelli, per accedere a ciascuna fase successiva sono stabilite precise regole di merito.

### Gara di istituto di primo livello
La Gara di istituto si svolge tipicamente all'inizio del mese di dicembre negli istituti che si sono iscritti alla competizione di quell'anno. Gli studenti che intendono partecipare alla gara si iscrivono nel proprio istituto con la sola limitazione di non compiere i venti anni entro la fine del mese di giugno dell'anno scolastico in corso. Possono iscriversi anche studenti che frequentano istituti che non sono iscritti e verranno aggregati ad istituti in cui viene attivata la gara nella zona in cui abitano. La prova consiste in un questionario con 40 domande a risposta multipla con cinque alternative di risposta. Le domande del questionario, uguale per tutti i partecipanti, si riferiscono a diverse aree della fisica studiata nelle scuole secondarie superiori. Ciascun istituto segnala i cinque studenti che hanno ottenuto i migliori risultati per l'ammissione alla prova di secondo livello. Il punteggio minimo per l'ammissione è di 60 punti su un massimo di 200.

### Gare provinciali e interprovinciali di secondo livello
Sono costituiti dei poli che aggregano gli studenti per zone geografiche. Alle gare di secondo livello, che si tengono nel mese di febbraio, partecipano i cinque studenti segnalati dall'istituto in base ai punteggi ottenuti nella gara del livello precedente. Gli studenti che partecipano a titolo individuale sono ammessi in base a regole di merito relative al polo di appartenenza. La prova consiste di due parti: la prima propone dieci quesiti brevi a risposta aperta e la seconda tre problemi articolati in più domande. Le competenze necessarie sono le conoscenze delle diverse aree della fisica studiate nella scuola secondaria superiore e la capacità di applicarle a diversi contesti elaborando procedure risolutive con l'uso di strumenti matematici alla portata del livello scolare degli studenti. Le prove sono le stesse in ciascun polo e i lavori dei concorrenti sono valutati da commissioni di insegnanti esperti nominate dal gruppo nazionale delle Olimpiadi della Fisica. La valutazione viene condotta in base a criteri comuni definiti dal gruppo nazionale. Alla fine viene formata una graduatoria dei partecipanti alla prova che hanno superato una soglia di punteggio definita in base alle risposte date ai dieci quesiti della prima parte e ai tre problemi della seconda parte. 

### Gara nazionale
Vi sono ammessi circa 100 studenti, i primi classificati per ciascun polo, e gli altri scelti in base all'ordine della graduatoria. La gara nazionale si svolge a Senigallia nella settimana successiva alla Pasqua. Gli studenti risiedono a Senigallia, ospiti dell'organizzazione delle Olimpiadi della fisica, per quattro giorni. Due giornate consecutive sono dedicate alle prove teorica e sperimentale. La prova teorica, della durata di quattro ore, consiste di tre o quattro problemi che vertono su diverse aree della fisica e richiedono capacità di articolare una soluzione più complessa di quelle delle prove del livello precedente, in contesti anche non comuni nei libri di testo delle scuole secondarie superiori. Le competenze relative a conoscenze della fisica ed al padroneggiare strumenti matematici sono riferite ai programmi della scuola secondaria superiore. La prova sperimentale, anch'essa della durata di quattro ore, richiede la capacità di organizzare un'apparecchiatura sperimentale, prendere misure ed elaborare e valutare dati sperimentali per rispondere a precise domande. I punteggi attribuiti alle due prove sono 300 e 200 punti, rispettivamente per la prova teorica e per quella sperimentale. Sono attribuite tre fasce di merito in relazione al valore medio dei punteggi dei primi cinque classificati, detto {\displaystyle M}.
- medaglia d'oro per i concorrenti con punteggio {\displaystyle p\geq {\frac {9}{10}}M};
- medaglia d'argento per gli altri concorrenti con punteggio  {\displaystyle p\geq {\frac {7}{10}}M};
- medaglia di bronzo per i residui concorrenti con punteggio {\displaystyle p\geq {\frac {5}{10}}M};
- tutti i partecipanti ricevono una medaglia ed un certificato di partecipazione;
- sono assegnate due targhe speciali ai concorrenti che hanno ottenuto il migliore punteggio rispettivamente nella prova teorica ed in quella sperimentale.

## Albo d'oro gara individuale
Di seguito i nomi degli studenti che dal 1999 hanno ottenuto a Senigallia le targhe speciali per la migliore prova teorica e per la migliore prova sperimentale. 
| Anno | Miglior prova teorica                             | Miglior prova sperimentale                                          |
| ---- | ------------------------------------------------- | ------------------------------------------------------------------- |
| 1999 | Luca Ferretti, Liceo "Fermi" di Bologna           | Luca Alloatti, Liceo "Berard" di Aosta                              |
| 2000 | Carlo Castellana, Liceo "Majorana" di Putignano   | Giorgio Pattarini, Liceo "Grassi" di Lecco                          |
| 2001 | Stefano Pugnetti, Liceo "Ulivi" di Parma          | Giovanni Petrucciani, Liceo "Cassini" di Genova                     |
| 2002 | Francesco D'Eramo, Liceo "Torelli" di Fano        | Andrea Simonetto, Liceo "Fermi" di Cantù                            |
| 2003 | Giulio Tiozzo, Liceo "Ferraris" di Torino         | Davide Leotta, Liceo "Leonardo" di Giarre                           |
| 2004 | Daniele Valtorta, Liceo "Fermi" di Cantù          | Andrea Ursic, Liceo "Copernico" di Udine                            |
| 2005 | Stefano Attanasio, Liceo "Righi" di Roma          | Michele Tamagnone, Liceo "Bodoni" di Saluzzo                        |
| 2006 | Marco Peruzzi, Liceo "Copernico" di Prato         | Nicola Pierazzo, Liceo "Galilei" di Dolo                            |
| 2007 | Emanuele Sobacchi, Liceo "Gandini" di Lodi        | Ilario Gelmetti, I.T.I.S. "Ferraris" di Verona                      |
| 2008 | Andrea Caleo, Liceo "Marconi" di Massa            | Giacomo De Palma, Liceo "Galilei" di Pescara                        |
| 2009 | Matteo Ippoliti, Liceo "Galilei" di Belluno       | Ludovico Lami, Liceo "Dini" di Pisa                                 |
| 2010 | Giuliano Chiriacò, Liceo "Banzi Bazoli" di Lecce  | Stefano Rulli, Liceo "Fermi" di Bologna                             |
| 2011 | Fedor Getman, Liceo "Sbordone" di Napoli          | Michael La Viola, Liceo "Da Vinci" di Gallarate                     |
| 2012 | Federico Re, Liceo "Volta" di Milano              | Luca Versari, Liceo "Marconi" di Chiavari                           |
| 2013 | Leonardo Fiore, Liceo "Volta" di Milano           | Fabio Zoratti, Liceo "Marinelli" di Udine                           |
| 2014 | Federico Belliardo, I.I.S. "Vallauri" di Fossano  | Giacomo Petrillo, Liceo "Ariosto-Spallanzani" di Reggio nell'Emilia |
| 2015 | Riccardo Zanotto, Liceo "Newton" di Chivasso      | Simone Bombari, Liceo "Galilei" di Crema                            |
| 2016 | Alessandro Foligno, Liceo "Scacchi" di Bari       | Jacopo G. Chen, Liceo "Landi" di Velletri                           |
| 2017 | Jacopo G. Chen, Liceo "Landi" di Velletri         | Jacopo G. Chen, Liceo "Landi" di Velletri                           |
| 2018 | Alessandro Piccaro, I.S.I.S. "Malignani" di Udine | Davide Fornari, Liceo "Medi" di Villafranca di Verona               |
| 2019 | Luca Muscarella, Liceo "Volta" di Milano          | Pietro Benotto, I.I.S. "Vallauri" di Fossano                        |
| 2020 | (gara non svolta)                                 | (gara non svolta)                                                   |
| 2021 | Marco Catapano, Liceo "Vittorini" di Napoli       | Marco Catapano, Liceo "Vittorini" di Napoli                         |
| 2022 | Guglielmo Di Grazia, Liceo "Lorenzini" di Pescia  | Giulio Cosentino, Liceo "Ferraris" di Torino                        |
| 2023 | Guglielmo Di Grazia, Liceo "Lorenzini" di Pescia  | Samuele Artico, Liceo "Galilei" di Trento                           |
| 2024 | Andrea Giuri, Liceo "De Giorgi" di Lecce          | Pierfrancesco Veronesi, Liceo "Severi" di Frosinone                 |

## Stage "ad un passo dalle IPhO"
A fine maggio i migliori studenti, circa sedici, sono ammessi a una settimana residenziale di studio sulla soluzione di problemi e la conduzione di esperimenti di fisica. Almeno dieci studenti parteciperanno alla selezione per la formazione della squadra mentre gli altri, studenti di classi precedenti quella terminale, partecipano al seminario per una preparazione alle successive olimpiadi. Lo stage si tiene presso il Centro internazionale di fisica teorica Abdus Salam di Trieste. In questa fase gli studenti hanno la possibilità di esercitarsi nella soluzione di problemi delle Olimpiadi internazionali di fisica o del medesimo livello di complessità. Il loro lavoro è costantemente assistito da tutor che hanno una conoscenza diretta delle Olimpiadi internazionali della fisica.
Due prove sono previste per la selezione della squadra, una teorica e una sperimentale, condotte in due giornate successive, con le medesime modalità delle prove delle Olimpiadi internazionali di fisica. La prova teorica consiste di tre problemi, ciascuno con dieci punti,  mentre alla prova sperimentale vengono assegnati complessivamente venti punti. La squadra di cinque componenti che rappresenterà l'Italia alla competizione internazionale viene selezionata in base ai risultati delle due prove e, tenendo conto di crediti pregressi relativi al punteggio ottenuto nella gara nazionale e nella partecipazione a precedenti Olimpiadi Internazionali.

## Scuola estiva di fisica
Nello sviluppo delle iniziative connesse con l'organizzazione delle Olimpiadi italiane della fisica una delle esigenze più sentite è quella di offrire ai giovani che prendono parte alle gare dei supporti formativi mirati all'approfondimento delle conoscenze disciplinari acquisite nei corsi scolastici e delle tecniche di problem solving. L'iscrizione alle Olimpiadi della fisica infatti è volutamente lasciata alla libera scelta individuale e raccoglie le adesioni di quelli studenti che, sia pure a livelli diversi, sono orientati per personale elezione allo studio delle scienze fisiche per cui provano speciale interesse e curiosità.
La scuola estiva di fisica delle Olimpiadi della fisica si svolge nell'ultima settimana di agosto. 

## Gara a squadre
A partire dal 2023 si disputa anche una gara a squadre, la cui finale nazionale si svolge a Senigallia negli stessi giorni della competizione individuale. Ogni squadra è composta da 5 studenti provenienti dalla stessa scuola, di cui almeno uno di classe inferiore alla quinta, i quali collaborano per risolvere problemi di fisica a risposta numerica. Le risposte vengono consegnate e valutate in tempo reale: le squadre guadagnano punti in classifica se la risposta è corretta (entro un intervallo di tolleranza) e ne perdono se è sbagliata. Il punteggio ottenuto per la risposta corretta ad un problema è tanto più alto quante meno sono le squadre che hanno risolto tale problema. Ogni squadra può inoltre scegliere un "problema jolly", sul quale ogni punteggio ricevuto viene raddoppiato.
Nel 2023, in seguito ad una gara di allenamento, la fase di qualificazione si è svolta tramite una sessione online, alla quale si sono iscritte più di 900 squadre; le migliori 20 si sono qualificate per la finale di Senigallia. Tutte e tre le fasi sono state vinte dal Liceo Lorenzini di Pescia. Nel 2024, quattro gare di allenamento sono state seguite dalla qualifica online e dalla finale, entrambe vinte dal Liceo Volta di Milano. Nel 2025, la qualifica è stata vinta dal Liceo Righi di Roma e la finale dal Liceo Le Filandiere di San Vito al Tagliamento.

### Albo d'oro gara a squadre
| Anno | Primo posto                                                | Secondo posto                           | Terzo posto                         |
| ---- | ---------------------------------------------------------- | --------------------------------------- | ----------------------------------- |
| 2023 | Liceo Scientifico Lorenzini di Pescia                      | Liceo Scientifico Dini di Pisa          | Liceo Scientifico Calini di Brescia |
| 2024 | Liceo Scientifico Volta di Milano                          | Liceo Scientifico Cattaneo di Torino    | Liceo Scientifico Fermi di Padova   |
| 2025 | Liceo Scientifico Le Filandiere di San Vito al Tagliamento | Liceo Scientifico Mascheroni di Bergamo | Liceo Scientifico Volta di Milano   |